# Korkmotte
Die Korkmotte (Nemapogon cloacella) ist ein Schmetterling (Nachtfalter) aus der Familie der Echten Motten (Tineidae). 

## Merkmale
Die Falter erreichen eine Flügelspannweite von 10 bis 18 Millimetern und zeichnen sich durch eine helle, bräunliche Grundfärbung aus, die mit einem mehr oder weniger regelmäßigen schwarzen Muster versehen ist.

## Vorkommen
Die Art ist im gesamten Europa weit verbreitet und wird hauptsächlich in Wäldern mit Totholz angetroffen. In Nordamerika wurde sie eingeschleppt.

## Lebensweise
Die Larven leben primär von den auf Eichen wachsenden Baumpilzen oder von faulendem Holz. Sekundär treten sie als Vorratsschädlinge an pflanzlichen Substraten wie Getreide, Trockenobst und -pilzen sowie an Flaschenkorken in Erscheinung. Dabei beschädigen die Raupen die Flaschenkorken in Weinkellern. Bei Befall ist Korkmehl an der Außenfläche des Korkens sichtbar, der Korken ist von Fraßgängen durchbohrt. Da der Korken dann nicht mehr luftdicht schließt, verdirbt der Wein sehr schnell. Weinkeller, die von der Korkmotte befallen sind, müssen in der Regel aufwändig von dem Falter und seinen Nachkommen befreit werden.
An den Raupen parasitiert die Raupenfliegenart Phytomyptera cingulata.
Die Falter fliegen vor allem in der Dämmerung, vereinzelt werden sie auch tagsüber angetroffen.

### Flug- und Raupenzeiten
Die Korkmotte bildet zwei Generationen, die von Mai bis September in der Nähe von Eichen mit Baumpilzen fliegen.